# Les Bûcherons
Les Bûcherons est un groupe canadien de chanteurs bilingues originaire de la province d'Alberta. Les Bûcherons donnent des représentations en Alberta, à travers le Canada et dans le monde entier, et ont fait performance à plus de 5 500 spectacles.
En 1982, le Franco-albertain Gilbert Parent (diplômé de la faculté St-Jean de l'université d'Alberta) fonde le groupe musical avec Ian Porteous. Ils donnent des concerts auprès des étudiants et dans de nombreux festivals. Le groupe a son siège à Sherwood Park à côté d'Edmonton.
Les Bûcherons travaillent également dans l'éducation à la langue française auprès des enfants francophones et dans le cadre des classes d'immersion pour les élèves anglophones. Leur pédagogie porte sur l’histoire et la culture des Canadiens français et les Premières Nations. Leur méthode repose sur la musique, les histoires, la danse, le théâtre et organisent des ateliers linguistiques et proposent un "Rendez-Vous School Programme".